# Radimek

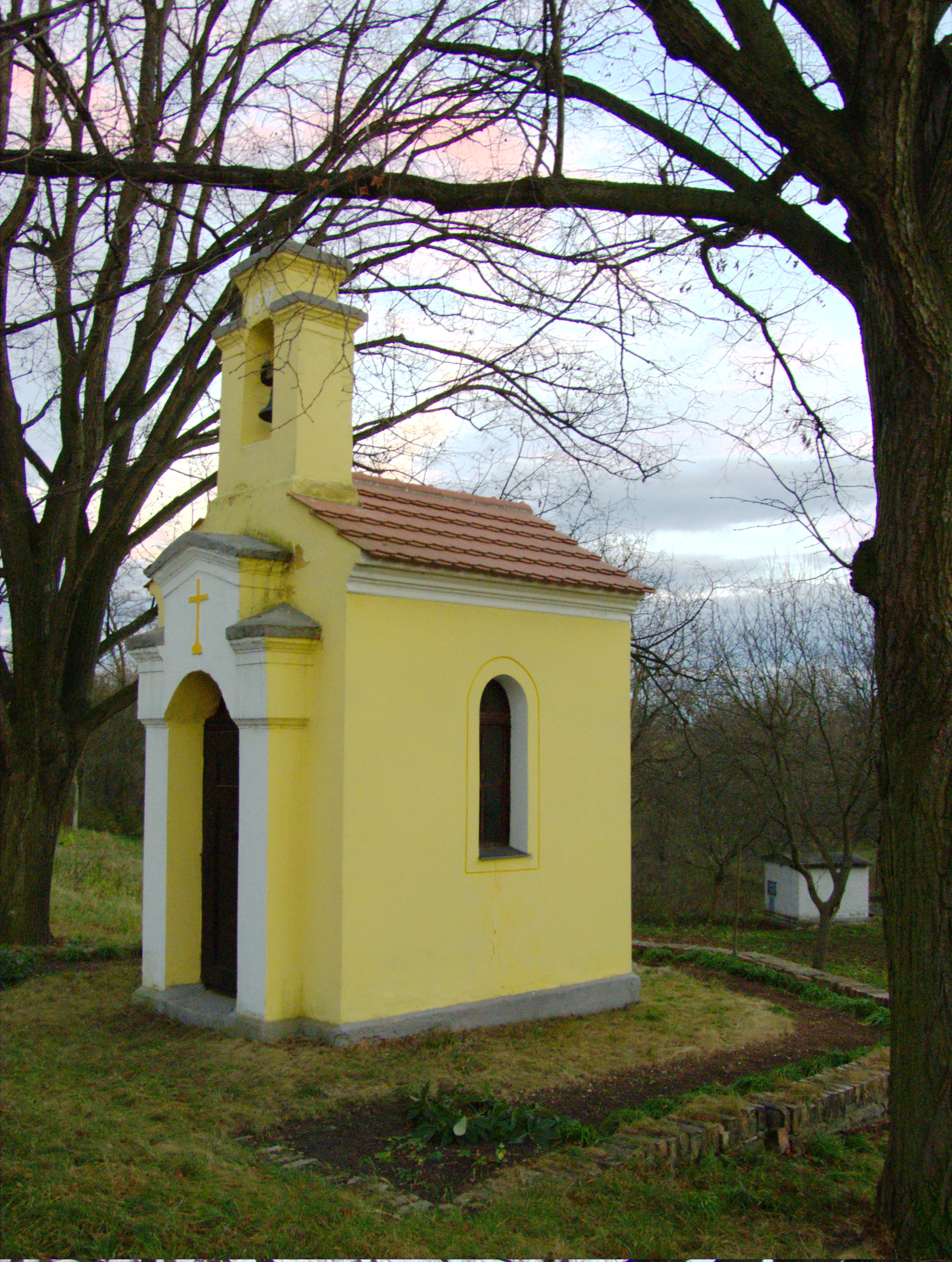
Kaple Zvěstování Panny Marie

Radimek je malá osada (skládající se jen asi z 5 čísel popisných) v okrese Kolín patřící k městysu Cerhenice. Osada leží přibližně 10,5 kilometru vzdušnou čarou severozpádně od města Kolín, necelý 1,5 kilometru jihojihozápadně od Cerhenic a zhruba 2,5 kilometru severovýchodně od městysu Plaňany, v nadmořské výšce 244 metry.

## Památky
kaple Zvěstování Panny Marie se zvoničkou, z let 1896–97.

## Doprava
Dopravní síť
- Pozemní komunikace

Obcí prochází silnice III. třídy číslo III/3295. Tato krátká silnice začíná necelého 0,5 km východně od obce, kde se na křižovatce odpojuje od silnice číslo III/3297 vedoucí do Cerhenic. Silnice III/3295 přes Radimek pokračuje do obce Cerhýnky a kousek za touto obcí končí napojením na silnici III/3294. Ze silnice III/3295 v obci Radimek odbočuje místní komunikace, která zajišťuje přímé dopravní spojení s městysem Plaňany. Ve vzdálenosti asi 1,5 kilometrů jižně vede silnice I. třídy I/12 Praha – Kolín.
Veřejná doprava 2014
- V současnosti v obci není autobusová zastávka. Nejbližší autobusová zastávka se nachází v obci Cerhýnky (název zastávky je Cerhenice, Cerhýnky) asi 1 kilometr severoseverozápadně od obce Radimek. Nejbližší železniční zastávka je asi 2,5 kilometru severovýchodně, v obci Cerhenice (železniční trať Praha - Kolín). Tato dvoukolejná elektrizovaná celostátní trať je zařazená do evropského železničního systému, součást 1. a 3. koridoru.

## Fotogalerie

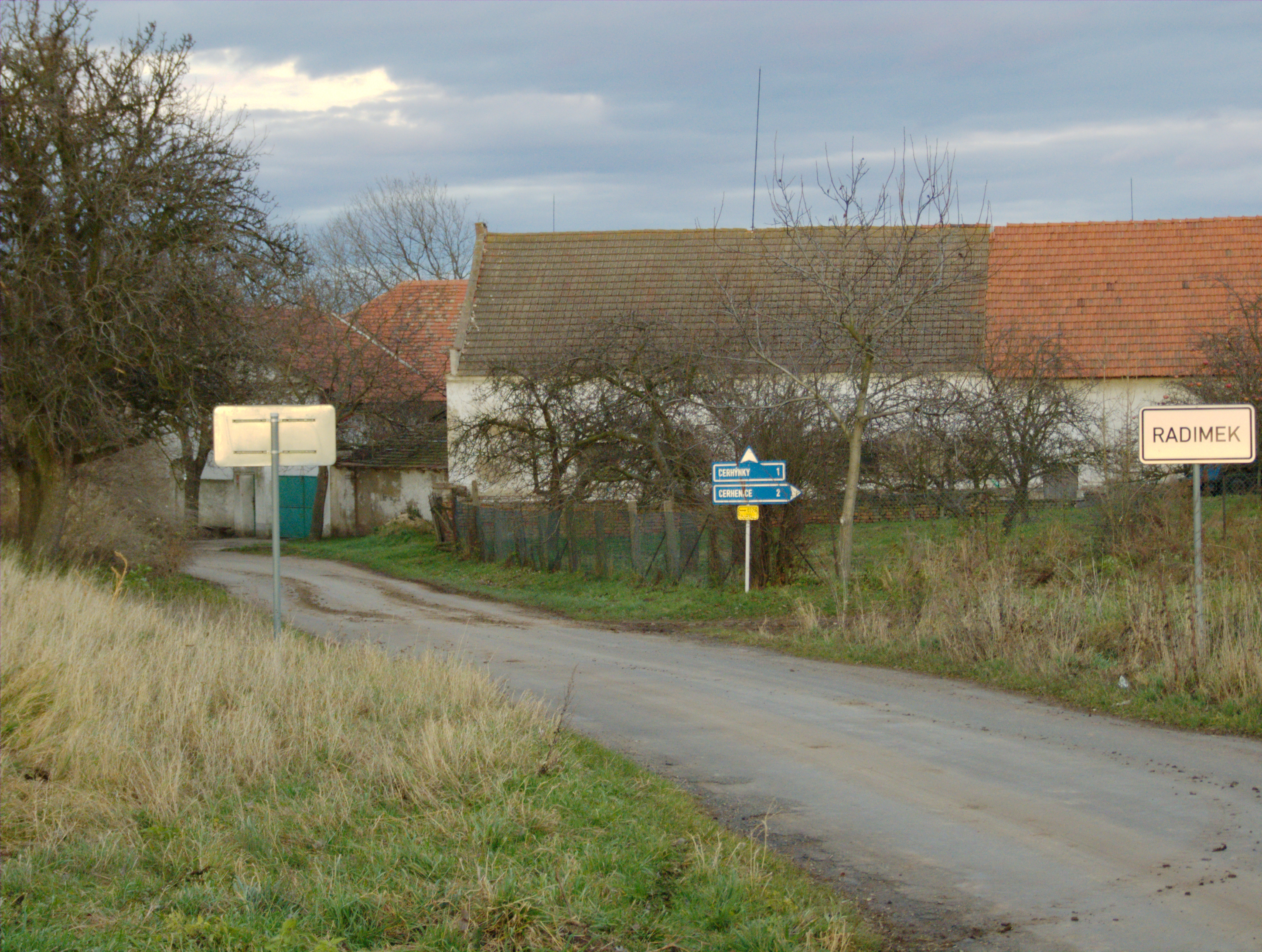
Začátek vsi
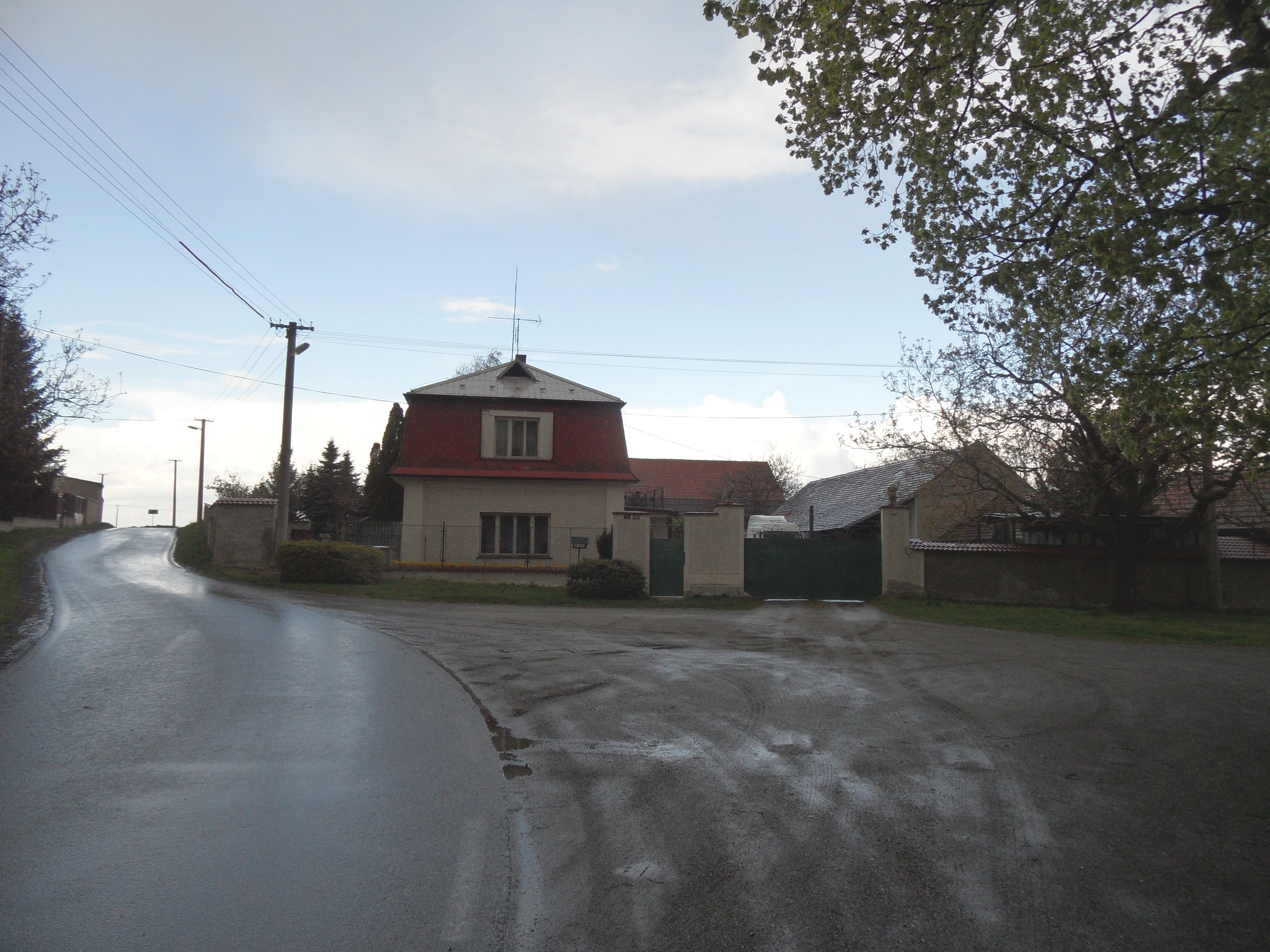
Domy u hlavní silnice (východní strana)
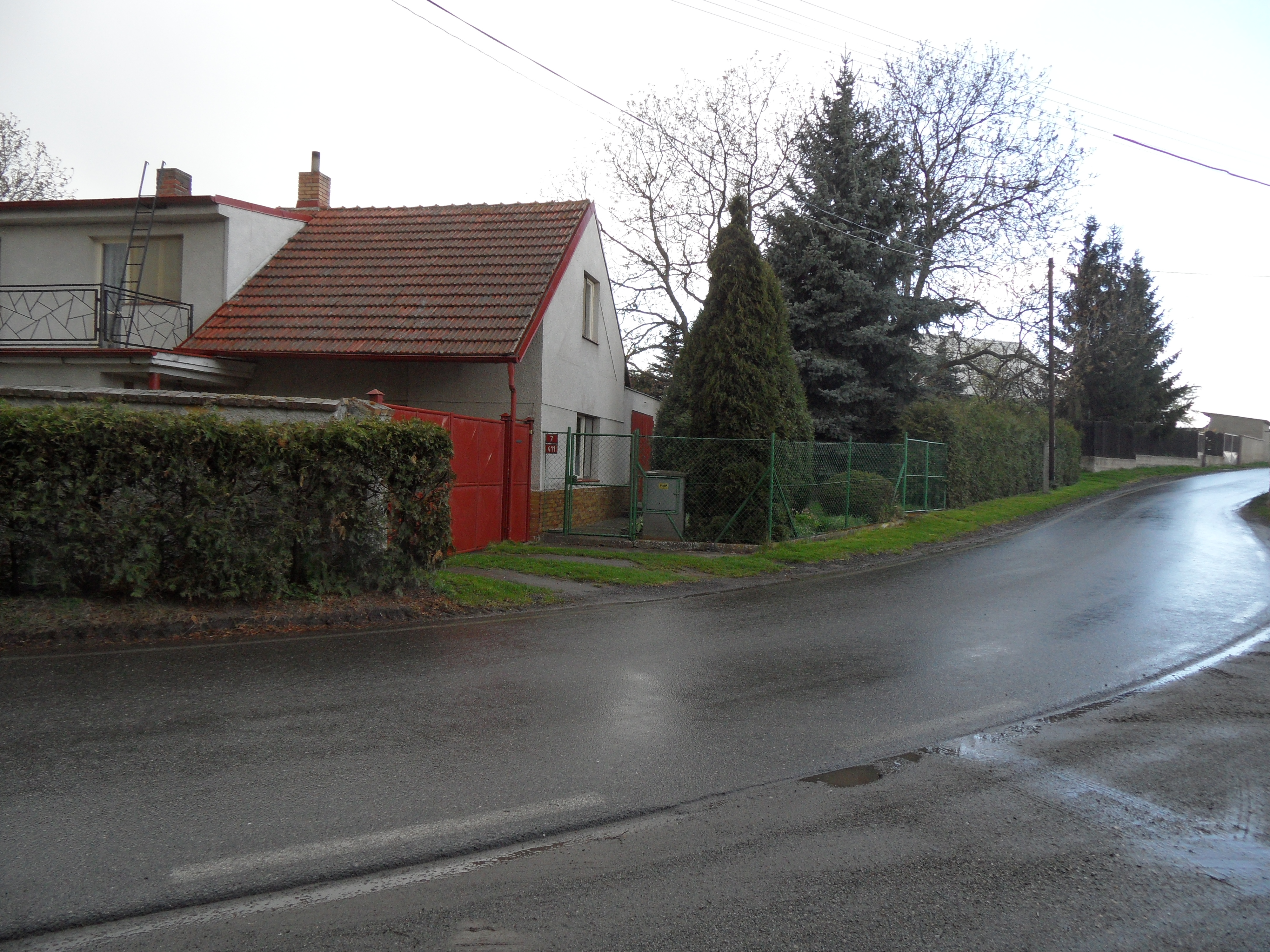
Domy u hlavní silnice (západní strana)
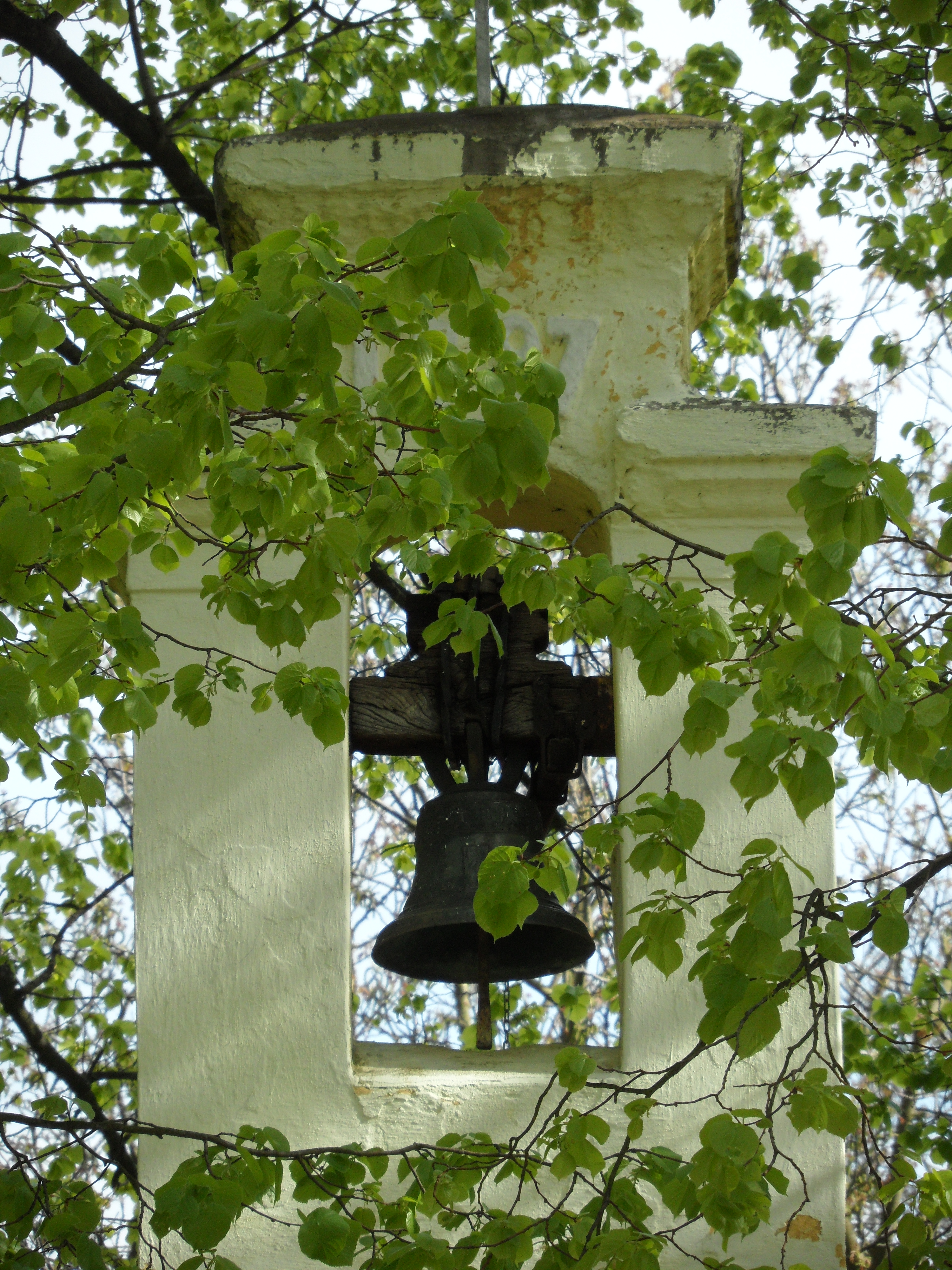
Detail zvoničky na kapličce